# Gladiolus rudis
Gladiolus rudis là một loài thực vật có hoa trong họ Diên vĩ. Loài này được Licht. ex Roem. & Schult. miêu tả khoa học đầu tiên năm 1817.